# بوم‌سازگان کشاورزی

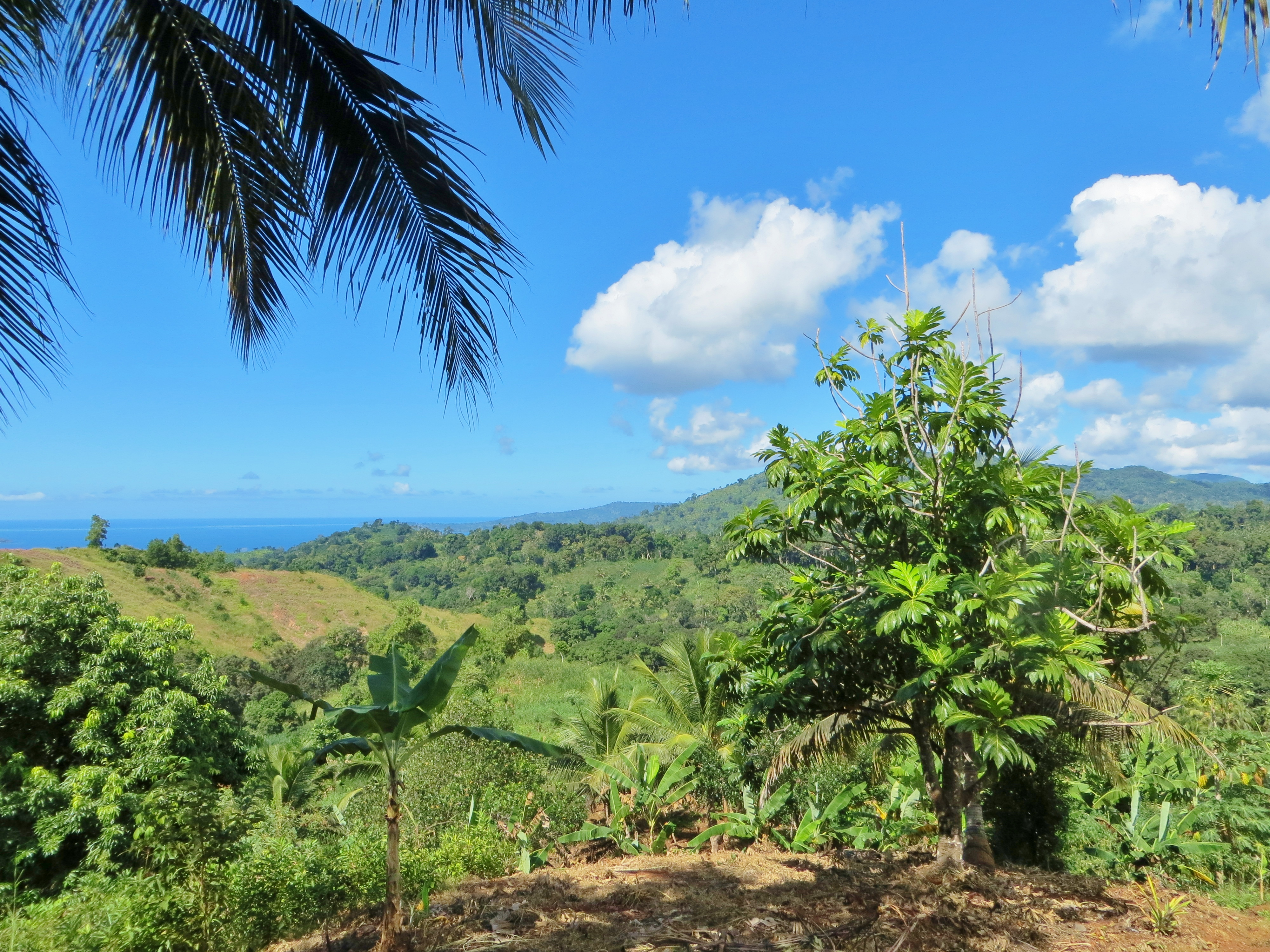
یک بوم‌سازگان کشاورزی (موز، پاپایا و..)

بوم‌سازگان کشاورزی (به انگلیسی: Agroecosystem)، واحد اساسی مطالعه در کشاورزی اکولوژیک است که تا حدودی دلخواهانه تعریف شده: فضای عملکرد منسجم هر واحد در فعالیت‌های کشاورزی که شامل اجزای زنده و غیرزنده درگیر در آن واحد و همچنین برهم‌کنش‌های آنان با هم می‌باشد.